# 뉴키드
뉴키드(Newkidd)는 대한민국의 8인조 보이 그룹이다.

## 활동
2017년 11월 30일 《소년이 사랑할 때(Will you be ma)》라는 노래 작품으로 첫 데뷔하였다.
정식 데뷔 앨범은 2019년 4월 25일 발매된 《NEWWKIDD》이며 타이틀곡은 '뚜에레스(Tueres)'이다. 엠넷(M net)의 엠카운트다운에서 첫 무대를 가졌다.

## 수상 목록

### 시상식
- 2019년 제3회 소리바다 베스트 케이뮤직 어워즈 넥스트 아티스트상